# NASA Distinguished Public Service Medal
La NASA Distinguished Public Service Medal (DPSM) è la più alta forma di riconoscimento che la NASA assegna a qualsiasi individuo non governativo o a un individuo che non era un dipendente governativo durante il periodo in cui il servizio è stato svolto; viene premiato tale servizio, capacità o visione propositiva che si ritiene abbia contribuito significativamente portando beneficio alla NASA e agli interessi degli Stati Uniti. Il contributo raggiunto dall'individuo deve attestare un livello di eccellenza tale che ha avuto un impatto profondo o indelebile sul successo della missione della NASA per cui il soggetto è stato coinvolto, pertanto il contributo è considerato così straordinario che altre forme di riconoscimento da parte della NASA sarebbero inadeguate.
Il riconoscimento, rappresentato formalmente da una medaglia, è stato istituito nel 1959. I nominativi sono approvati dall'amministratore NASA e consegnati a un numero di individui e gruppi di lavoro accuratamente selezionati, sia governativi che non governativi, che si sono distinti fornendo eccezionali contributi alle missioni dell'agenzia. Il presidente dell'Incentive Awards Board (IAB) richiede annualmente i nominativi per i riconoscimenti assegnati dalla NASA. Dopo una rigorosa selezione da parte della commissione di revisione, le candidature vengono approvate dal direttore o dal funzionario responsabile e vengono inoltrate al Presidente IAB. Le medaglie e/o i certificati della NASA vengono successivamente consegnati ai destinatari dei premi dai più alti funzionari dell'Agenzia durante le cerimonie di premiazione annuali tenute in ciascun centro NASA.
Il riconoscimento Distinguished Public Service Medal viene conferito personalmente dall'amministratore NASA durante la cerimonia annuale dei premi.